# Adicella mangyana
Adicella mangyana är en nattsländeart som beskrevs av Wolfram Mey 1995. Adicella mangyana ingår i släktet Adicella och familjen långhornssländor. Inga underarter finns listade i Catalogue of Life.